# Otroki vo Vselennoj
Otroki vo Vselennoj (russisk: Отроки во Вселенной) er en sovjetisk spillefilm fra 1975 af Ritjard Viktorov.

## Medvirkende
- Innokentij Smoktunovskij
- Lev Durov som Filatov
- Jurij Medvedev som Ogon-Duganovskij